# حقیقت (مستند)
مجموعهٔ حقیقت از جمله مستندهای مرتضی آوینی است که در فاصلهٔ زمستان ۱۳۵۹ تا پاییز ۱۳۶۰ و در مقاطع مختلف زمانی فیلم‌برداری، ساخته و پخش شده‌است. از این مجموعهٔ یازده قسمتی فقط چهار برنامهٔ اول و دو برنامهٔ آخر باقی مانده‌است. از قسمت‌های پنجم تا نهم هیچ نسخه‌ای در آرشیو مؤسسه روایت فتح وجود نیست.